# Mircea Dridea
Mircea Dridea (Ploiești, 7 aprile 1937) è un ex calciatore e allenatore di calcio rumeno, di ruolo attaccante.

## Palmarès

### Giocatore
- Campionato rumeno: 3

Petrolul Ploiești: 1957-1958, 1958-1959, 1965-1966
- Coppa di Romania: 1

Petrolul Ploiești: 1962-1963